# 桂东县
桂东县是中华人民共和国湖南省郴州市下辖的县，位于湖南省东南部，湘赣交界地带，毗邻井冈山市，在毛泽东发起的秋收起义失利整编后在境内的沙田颁布《三大纪律八项注意》，属于中华人民共和国称之为的革命老区。由于地处罗霄山脉深处，县城整个的生态环境亦相对好于全国普通水平，但随着近年的商业开发生态环境堪忧。常住人口約17万人，縣人民政府駐沤江镇。

## 历史
桂东县“本郴县地”。南宋嘉定四年（1211年），平定黑风峒变乱后，朝廷以桂阳县的零陵、宜城二乡于上犹砦置桂东县，属郴州，此为桂东县置县之始。明清时，属郴州直隶州。清朝康熙十七年（1678年），因为吴三桂于衡阳称帝，因避讳更名‘阳平县’次年复旧名。
由于桂东地区地处山区，又处罗霄山脉深处，故而在二战日本侵略时期，虽郴州大部分区域被占领，但桂东县与汝城县并未成为日寇占领区，因而桂东地区的共产党在此期间保留的相对完整，进而发展壮大，使之在之后的第二次国共内战中早于湖南投降中共成为湖南省最早被共产党占领的县城（1949年7月间）。
1959年3月至1961年期间因为中国进入大跃进时期桂东县与汝城县进行了短暂的合并，称‘汝桂县’。桂东县治始为寨前，明后迁于今治城关（现更名为‘沤江镇’）。

### 语言
桂东土话为客家方言，但由于历史原因，同时存在有客家方言的南、北片，主流方言为北片于桂片客话。
桂东主体属民大约为明清时的移民，大多由江西迁入，而所属土著早已随历史的衍变或融入移民或向西外迁。但移民的来源并非单一从江西一地迁入，虽然迁入民众以客家人为主，但由于来源的丰富，所以造成了语言上的分化，但因主体的民众语言属于客家北片区，所以形成了今时县域的语言以北区于桂片为主，同时因为移民的迁入，也将北区客话的地域从江西西扩于湖南。
桂东因处山区，故亦有苗、瑶等民族生活，但其言语以汉话为主。

### 关于共产党
因秋收起义失利，毛泽东率部南下退避井冈山时曾驻留桂东县城作战指挥，并在随后整编过程中在下属沙田颁发《三大纪律六项注意》。
1935年8月因中共军队开始战略转移，即长征，红六军团于桂东誓师西征，近而拉开长征序幕。

## 人口
根據第七次人口普查數據，截至2020年11月1日零時，桂東縣常住人口160956人。

## 文化
虽然桂东境内属民多为客家人，但因为主体部分为北区客家人，客家文化形成较晚，故并无多的保留有相应的文化痕迹，但属于山区的南片客家移民却保持有相对完好的客家文化。
但婚丧嫁娶等习俗与客家文化区相同，稍有差异。
相对的亦有发展出属于本土的乡土文化。

## 地理
地理坐标处东经113°37′—114°14′、北纬25°44′—26°13′之间，东西宽约61公里，南北长约54公里。
县城亦位于海拔800米以上的地方，为湖南省海拔最高的县城，境内亦有湖南省海拔高度排名前几位的山峰‘八面山’。同时由于地处深山，所以森林覆盖率相对较高。
县境北部以山地为主，南部以盆地为主，境内多山，水系发达，各主要城镇均有穿城江河，是湘江的水源地之一。

### 气候
| 桂东县（1971-2000） | 桂东县（1971-2000） | 桂东县（1971-2000） | 桂东县（1971-2000） | 桂东县（1971-2000） | 桂东县（1971-2000） | 桂东县（1971-2000） | 桂东县（1971-2000） | 桂东县（1971-2000） | 桂东县（1971-2000） | 桂东县（1971-2000） | 桂东县（1971-2000） | 桂东县（1971-2000） | 桂东县（1971-2000） |
| 月份                | 1月                 | 2月                 | 3月                 | 4月                 | 5月                 | 6月                 | 7月                 | 8月                 | 9月                 | 10月                | 11月                | 12月                | 全年                |
| ------------------- | ------------------- | ------------------- | ------------------- | ------------------- | ------------------- | ------------------- | ------------------- | ------------------- | ------------------- | ------------------- | ------------------- | ------------------- | ------------------- |
| 日均气温 °C（°F）   | 7.2 (45.0)          | 8.5 (47.3)          | 12.5 (54.5)         | 17.2 (63.0)         | 20.8 (69.4)         | 22.4 (72.3)         | 24.4 (75.9)         | 24.0 (75.2)         | 21.1 (70.0)         | 17.5 (63.5)         | 12.9 (55.2)         | 8.8 (47.8)          | 16.4 (61.5)         |
| 平均降水量 mm（）   | 67.5 (2.66)         | 100.7 (3.96)        | 155.6 (6.13)        | 190.0 (7.48)        | 226.0 (8.90)        | 232.4 (9.15)        | 192.0 (7.56)        | 218.4 (8.60)        | 132.5 (5.22)        | 75.2 (2.96)         | 65.2 (2.57)         | 52.0 (2.05)         | 1,707.5 (67.24)     |
| [ 來源請求 ]        |                     |                     |                     |                     |                     |                     |                     |                     |                     |                     |                     |                     |                     |

## 行政区划
桂东县下辖7个镇、4个乡：
沤江镇、沙田镇、清泉镇、大塘镇、四都镇、寨前镇、普乐镇、桥头乡、新坊乡、东洛乡、青山乡和宋坪林场。
2012年5月开始县域行政区划进行了大量整合归并调整以期达到发展地方经济之要，其中包括对县城，城关镇的归并更名，故今县治名为‘沤江镇’。
| 桂东县2012年乡级行政区划调整 |        |                                               |        |      |        |
| 名称                         | 面积   | 调整内容                                      | 行政村 | 社区 | 驻地   |
| 沤江镇                       | 179.60 | 城关镇、黄洞乡、三洞乡成建制合并设立          | 23     | 4    | 观前   |
| 沙田镇                       | 109.22 | 原大水乡的古岭、建林、云里3个建制村成建制划入 | 15     | 2    | 沙田圩 |
| 四都镇                       | 159.53 | 原大水乡的东风、新柳2个建制村成建制划入       | 14     | 1    | 四都圩 |
| 寨前镇                       | 74.00  | 撤寨前乡设                                    | 11     | 1    | 寨前圩 |
| 普乐镇                       | 128.00 | 撤普乐乡设                                    | 13     |      | 普乐   |

## 政治

### 现任领导
| 机构     | 桂东县人民政府 县长 | · 中国共产党 · 桂东县委员会 · 书记 | 桂东县人民代表大会 常务委员会 主任 | · 中国人民政治协商会议 · 桂东县委员会 · 主席 |
| -------- | ------------------- | ---------------------------------- | ---------------------------------- | -------------------------------------------- |
| 姓名     | 刘真                | 伍志平                             | 周国栋                             | 杨向东                                       |
| 民族     | 汉族                | 汉族                               | 汉族                               | 汉族                                         |
| 出生地   | 湖南省永兴县        | 湖南省永兴县                       | 湖南省桂东县                       |                                              |
| 出生日期 | 1975年10月（49歲）  | 1968年10月（56歲）                 | 1966年11月（58歲）                 |                                              |
| 就任日期 | 2021年4月           | 2021年4月                          | 2021年10月                         | 2021年10月                                   |

### 景点
由于经济发展需求，近年亦有发展出多处旅游景点，但目前仍属于开发的初级阶段，而且多为人造景观，虽然境内多山，亦有数处自然景观，但旅游发展的导向却是以红色旅游为主，故而在有关于共产党革命的历史发生地为主建设有大批革命文化纪念设施。
- 自然景观：青鹅仙、八面山、草山、县志八景[6]等。
- 历史遗迹：三台山[7]、沙田城隍庙戏如及周遭附属建筑物、革命历史博物馆[8]。
- 新景点：三台山人工建有湖区及疗养中心，以及于山上建立有寺院等设施、寨前（红色纪念设施）、寨前梦花园、沙田军规广场、其它新建景点。

## 经济
由于地处山区，因为限止了桂东经济的发展，所以并未在改革开放中获得多少的改某红利，也因些在相对长的一段时间内（包括现在）桂东的经济发展水平一直处于湖南省的未尾，长期低于湖南的整体经济发展水平。
但随着近年来中央政府的大工程投入使桂东通向外界的道路得到很大的改善，但整体经济仍不佳。
地方主要经济以服装代工、农业、旅游业为主，同时因为境内矿藏的品种相对丰富，煤储量尤其丰富，但因为通路问题，主要为内销，所以采矿业虽然相对于县域经济发达，但亦有限。由于近年的开发，所以县域内的建筑业亦得到发展，随同带动相关的附属行业，但由于主要的工和建筑被外包（以江西建筑企业为主）所以实质的发展并不大。
县域总面积1451.56平方公里，居全省县市的第73位。常住人口230,948人（2010普查），居全省第83位；年末户籍总人口20.97万人（2011年）。2011年，全市GDP总量17.30亿元，人均GDP为7,567元。财政总收入15,998万元，其中地方财政收入9,000万元。全年农村居民人均纯收入2,695元，城镇居民人均可支配收入10,851元。

## 交通
- 106国道、 357国道过境。

## 人物
桂东由于地处湘赣山区，彼时为中华苏维埃政权属地，故在共产党之中出现过数名桂东籍人物，其中以彼时有左王之称的‘邓力群’为主，但在早期共产党中亦有数名桂东籍人物。
虽然桂东地处山区，但并非封闭，故亦有大批年青人才于革命年代冲破群山参与革命，因而亦有桂东男儿成为黄埔生参与革命。

## 关联条目
- 三大纪律八项注意
- 革命老区